# Myrmicocrypta subnitida
Myrmicocrypta subnitida är en myrart som beskrevs av Auguste-Henri Forel 1899. Myrmicocrypta subnitida ingår i släktet Myrmicocrypta och familjen myror. Inga underarter finns listade i Catalogue of Life.